# Martin Réway
Martin Réway (* 24. Januar 1995 in Prag) ist ein tschechisch-slowakischer Eishockeyspieler, der seit Juli 2023 beim MHk 32 Liptovský Mikuláš aus der slowakischen Extraliga unter Vertrag steht und dort auf der Position des linken Flügelstürmers spielt.

## Karriere
Martin Réway entstammt der Jugendmannschaft des HC Slavia Prag. Er zog allerdings bereits früh mit seiner Familie in die Slowakei und spielte dort zunächst für die U18-Mannschaft des zweitklassigen MHK Dolný Kubín, bevor er im Sommer 2010 in die Nachwuchsabteilung des MHC Martin wechselte. Anschließend kehrte er nach Tschechien zurück und erzielte in der Saison 2011/12 für die U18-Mannschaft des HC Sparta Prag 60 Punkte in 25 Spielen. Daraufhin wurde der Flügelstürmer im KHL Junior Draft 2012 in der zweiten Runde vom HC Slovan Bratislava ausgewählt. Zur Saison 2012/13 entschied sich Réway allerdings für einen Wechsel zu den Olympiques de Gatineau aus der kanadischen Ligue de hockey junior majeur du Québec (LHJMQ), die ihn zuvor an vierter Gesamtposition im CHL Import Draft ausgewählt hatten. In seiner Rookiesaison überbot der Slowake die Marke von einem Punkt pro Spiel und war mit 22 Toren drittbester Rookietorschütze der Liga. Im NHL Entry Draft 2013 wurde er anschließend in der vierten Runde an insgesamt 116. Position von den Canadiens de Montréal aus der National Hockey League (NHL) ausgewählt und kam vor Beginn der Saison 2013/14 erstmals bei einem Vorbereitungsspiel gegen die Buffalo Sabres für die Canadiens zum Einsatz. In der folgenden Saison konnte Réway seine Offensivstatistiken noch einmal steigern und war hinter seinem Sturmpartner Émile Poirier zweitbester Scorer der Olympiques. In den Playoffs machte er mit elf Punkten aus vier Spielen in der Erstrundenserie gegen die Cape Breton Screaming Eagles auf sich aufmerksam, unterlag mit der Mannschaft in der folgenden Runde aber dem Titelverteidiger Halifax Mooseheads.

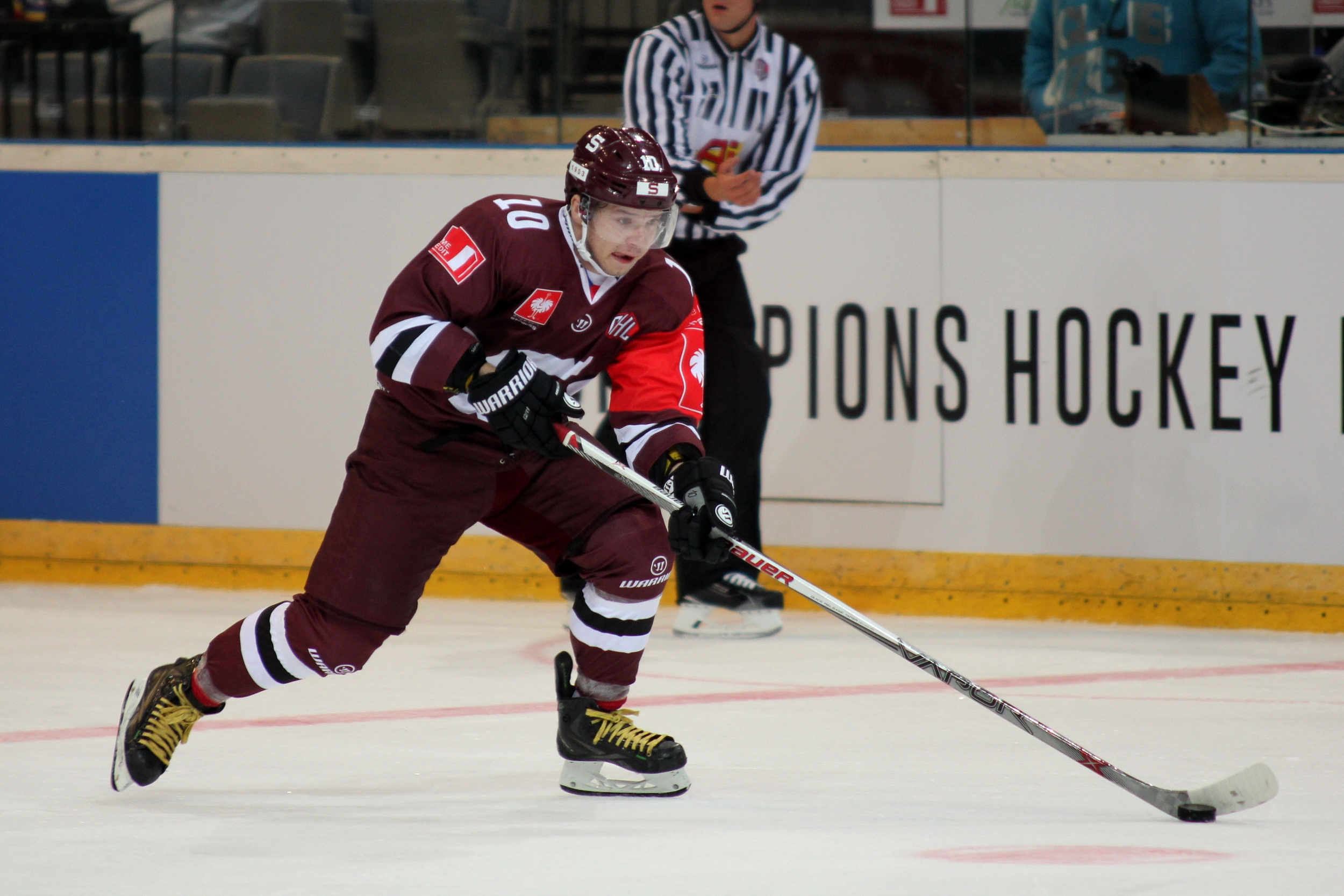
Réway im Trikot des HC Sparta Prag (2015)

Im Juni 2014 beendete er sein Engagement in Kanada und kehrte zum HC Sparta Prag zurück. Dort wurde er im Oktober 2015, nachdem er zu Saisonbeginn 15 Scorerpunkte in 14 Spielen gesammelt hatte, suspendiert und setzte infolgedessen knapp einen Monat lang vom Spielbetrieb aus. Ursächlich war eine Auseinandersetzung um seine Einsatzzeit mit dem Cheftrainer. Anschließend schloss er sich bis Saisonende Fribourg-Gottéron aus der Schweizer National League A (NLA) an. Er beendete die Saison in der NLA mit 21 Punkten aus 19 Spielen.
Im Mai 2016 unterzeichnete Réway einen auf drei Jahre befristeten Einstiegsvertrag bei den Canadiens de Montréal, die ihn 2013 gedraftet hatten. In der Folge musste der Angreifer allerdings die gesamte Saison 2016/17 aufgrund einer Herzerkrankung aussetzen und absolvierte sein erstes Pflichtspiel in der Organisation der Canadiens erst im Oktober 2017 für die Rocket de Laval. Wenig später wurde sein Vertrag in Montréal in beidseitigem Einvernehmen aufgelöst, wobei Réway eine Rückkehr nach Europa anstrebte. Wenige Tage später wurde er vom HC Slovan Bratislava aus der Kontinentalen Hockey-Liga unter Vertrag genomen, konnte sich aber auch dort nicht durchsetzen. Im Sommer 2018 absolvierte er ein Try-Out beim Mountfield HK aus der tschechischen Extraliga, erhielt dort aufgrund mangelnder Fitness und Mängeln bezüglich der Einstellung keinen Vertrag. Daher spielte er zunächst für den drittklassigen MHK Dolný Kubín in der Slowakei.
Weitere Stationen seiner Karriere waren die Rytíři Kladno und der HK Poprad sowie der HC Košice und der HC Poruba aus der tschechischen 1. liga. Von dort wechselte der Slowake im Sommer 2022 zum EHC Freiburg aus der DEL2, wo er allerdings auch nur bis zum Januar 2023 spielte. Die Saison beendete er schließlich in seiner slowakischen Heimat beim HK Spišská Nová Ves in der Extraliga. Im Juli 2023 wechselte Réway zum Ligakonkurrenten MHk 32 Liptovský Mikuláš.

### International
Martin Réway vertrat die Slowakei erstmals bei der World U-17 Hockey Challenge 2011 und war dort im Alter von 15 Jahren der jüngste Spieler seiner Mannschaft. Im folgenden Jahr verhalf er der Slowakei bei der U18-Junioren-Weltmeisterschaft der Division I zum Aufstieg in die Top-Division. Dabei belegte er mit elf Punkten aus fünf Spielen in der Scorerwertung des Turniers den zweiten Platz hinter Marko Daňo. Nachdem er bereits bei der 2013 für die U20-Auswahl der Slowakei auf dem Eis gestanden hatte, war Réway bei der U20-Junioren-Weltmeisterschaft 2014 mit zehn Punkten Topscorer seiner Mannschaft.
Wenige Monate später debütierte er für die Herren-Auswahl der Slowakei bei der Weltmeisterschaft. Bei der U20-Junioren-Weltmeisterschaft 2015 führte er die U20-Nationalmannschaft als Kapitän aufs Eis, sammelte als Topscorer seines Teams neun Scorerpunkte und gewann die Bronzemedaille.

## Erfolge und Auszeichnungen
- 2012 Aufstieg in die Top-Division bei der U18-Junioren-Weltmeisterschaft der Division IA
- 2015 Bronzemedaille bei der U20-Junioren-Weltmeisterschaft
- 2015 Extraliga-Rookie des Jahres

## Karrierestatistik
Stand: Ende der Saison 2023/24

### International
Vertrat die Slowakei bei:
| - World U-17 Hockey Challenge 2011 - Europäisches Olympisches Winter-Jugendfestival 2011 - U18-Junioren-Weltmeisterschaft der Division IA 2012 - U20-Junioren-Weltmeisterschaft 2013 | - U20-Junioren-Weltmeisterschaft 2014 - Weltmeisterschaft 2014 - U20-Junioren-Weltmeisterschaft 2015 - Weltmeisterschaft 2016 |

(Legende zur Spielerstatistik: Sp oder GP = absolvierte Spiele; T oder G = erzielte Tore; V oder A = erzielte Assists; Pkt oder Pts = erzielte Scorerpunkte; SM oder PIM = erhaltene Strafminuten; +/− = Plus/Minus-Bilanz; PP = erzielte Überzahltore; SH = erzielte Unterzahltore; GW = erzielte Siegtore; 1 Play-downs/Relegation; Kursiv: Statistik nicht vollständig)